# هوروکانای، هوکایدو
هوروکانای، هوکایدو (به لاتین: Horokanai, Hokkaido) یک منطقهٔ مسکونی در ژاپن است که در Kamikawa Subprefecture واقع شده‌است. هوروکانای  ۱٬۵۷۱ نفر جمعیت دارد.